# Kourboulik
Khürbelig
Kourboulik (en russe : Курбули́к), ou Khürbelig, (en bouriate : Хγрбэлиг, Khürbelig) est un village de l'établissement urbain d'Oust-Bargouzine dans le raïon de Bargouzine, en Bouriatie, en Russie. Sa population s'élevait à 85 habitants au recensement de 2021.

## Géographie
Le village de Kourboulik se situe en Bouriatie, une république de Russie située en Transbaïkalie, région de Sibérie orientale à l'est du lac Baïkal. Il fait partie du district fédéral extrême-oriental. Localité du raïon de Bargouzine, un raïon de la république, il se trouve dans l'établissement urbain d'Oust-Bargouzine, une municipalité du raïon avec Oust-Bargouzine comme chef-lieu,. Le village se trouve sur la presqu’île Sviatoï Nos, au bord du Baïkal.   
Le fuseau horaire du village est MSK+5 (heure d'Irkoutsk). Le décalage horaire appliqué par rapport au temps universel coordonné est +09:00.  

## Démographie
Recensements (*) et estimations de la population:
| 2002* | 2010* | 2021* | - |
| ----- | ----- | ----- | - |
| 126   | 101   | 85    | - |